# Copa da AFC de 2012
A Copa da AFC de 2012 foi a 9ª edição da Copa da AFC, disputada por clubes dos países que fazem parte da AFC.

## Fase de qualificação

### Ásia Ocidental
| 18 de fevereiro | Al-Tilal                                                      | 4 – 3     | Victory                                 | Rasmee Dhandu Stadium, Malé (Maldivas)1          |
| 16:00 UTC+5     | Baleid 23' (pên) · Ramzi 32' · Al Omzae 45+2' · Al Roatde 77' | Relatório | Umair 36' (pên), 59' (pên) · Shafiu 50' | Público: 2 500 Árbitro: IRN Saeid Mozaffarizadeh |

Notas
- Nota 1: Devido a crise política no Iêmen, a AFC transferiu a partida para Aden em Malé nas Maldivas.[2]

### Ásia Oriental
As duas equipes seguintes originalmente participariam da fase de qualificação da Ásia Oriental:
- Terengganu
- Ayeyawady United

Após a desistência da equipe do  Liaoning Whowin e desqualificação da equipe do Persipura Jayapura da fase de qualificação da Ásia Oriental da Liga dos Campeões da AFC de 2012, apenas três equipes ficaram, ou seja, apenas um perdedor da rodada final entraria na Copa AFC na Ásia Oriental, em vez de dois. Como resultado, nenhuma fase de qualificação foi necessária para a Ásia Oriental e ambas as equipes (Terengganu e Ayeyawady United) avançaram automaticamente para a fase de grupos. Persipura Jayapura mais tarde foi provisoriamente reintegrado a Liga dos Campeões da AFC de 2012, mas a AFC decidiu que o perdedor do jogo da fase de qualificação entre Adelaide United e Jayapura Persipura não avançaria para a fase de grupos da Copa da AFC de 2012.

## Fase de grupos
O sorteio dos grupos aconteceu em 6 de dezembro de 2011 em Kuala Lumpur, Malásia.  Clubes do mesmo país não podem ficar no mesmo grupo.

### Grupo A
| Time            | Pts | J | V | E | D | GP | GC | SD |
| --------------- | --- | - | - | - | - | -- | -- | -- |
| Al-Qadsia       | 10  | 6 | 3 | 1 | 2 | 14 | 7  | +7 |
| Al-Suwaiq       | 10  | 6 | 3 | 1 | 2 | 8  | 9  | −1 |
| Al-Faisaly Club | 9   | 6 | 2 | 4 | 0 | 10 | 7  | +3 |
| Al-Ittihad      | 4   | 6 | 1 | 1 | 4 | 5  | 14 | −9 |

|                           | FAI        | ITT | QAD | SUW |     |
| ------------------------- | ---------- | --- | --- | --- | --- |
| style="text-align:right;" | Al-Faisaly |     | 1−1 | 1−1 | 2–3 |
| Al-Ittihad                | 1–4        |     | 1−0 | 0−2 |     |
| Al-Qadsia                 | 1–2        | 5–2 |     | 2−0 |     |
| Al-Suwaiq                 | 0−0        | 2–0 | 1–5 |     |     |

### Grupo B
| Time           | Pts | J | V | E | D | GP | GC | SD  |
| -------------- | --- | - | - | - | - | -- | -- | --- |
| Arbil          | 14  | 6 | 4 | 2 | 0 | 11 | 5  | +6  |
| Kazma          | 11  | 6 | 3 | 2 | 1 | 10 | 6  | +4  |
| Al-Oruba       | 8   | 6 | 2 | 2 | 2 | 10 | 8  | +2  |
| East Bengal FC | 0   | 6 | 0 | 0 | 6 | 2  | 14 | −12 |

|                | ORU | ARB | KEB | KAZ |
| -------------- | --- | --- | --- | --- |
| Al-Oruba       |     | 2−2 | 4−1 | 1–2 |
| Arbil          | 2–1 |     | 2−0 | 1−1 |
| East Bengal FC | 0−1 | 0–2 |     | 1–2 |
| Kazma          | 1−1 | 1–2 | 3−0 |     |

### Grupo C
| Time       | Pts | J | V | E | D | GP | GC | SD  |
| ---------- | --- | - | - | - | - | -- | -- | --- |
| Al-Ettifaq | 14  | 6 | 4 | 2 | 0 | 18 | 7  | +11 |
| Al-Kuwait  | 11  | 6 | 3 | 2 | 1 | 17 | 10 | +7  |
| Al-Ahed    | 7   | 6 | 2 | 1 | 3 | 7  | 11 | −4  |
| VB         | 1   | 6 | 0 | 1 | 5 | 9  | 23 | −14 |

|            | AHE | ETT | KUW | VB  |
| ---------- | --- | --- | --- | --- |
| Al-Ahed    |     | 1–3 | 0–4 | 5−3 |
| Al-Ettifaq | 0−0 |     | 2−2 | 2−0 |
| Al-Kuwait  | 1−0 | 1−5 |     | 7–1 |
| VB         | 0−1 | 3–6 | 2−2 |     |

### Grupo D
| Time             | Pts | J | V | E | D | GP | GC | SD |
| ---------------- | --- | - | - | - | - | -- | -- | -- |
| Al-Wehdat        | 12  | 6 | 4 | 0 | 2 | 15 | 9  | +6 |
| Neftchi Farg'ona | 11  | 6 | 3 | 2 | 1 | 11 | 7  | +4 |
| Al-Oruba         | 7   | 6 | 2 | 1 | 3 | 8  | 10 | −2 |
| Salgaocar        | 4   | 6 | 1 | 1 | 4 | 6  | 14 | −8 |

|                  | ORU | WEH | NEF | SAL |
| ---------------- | --- | --- | --- | --- |
| Al-Oruba         |     | 4–2 | 0−0 | 1−0 |
| Al-Wehdat        | 2−1 |     | 3–1 | 5–0 |
| Neftchi Farg'ona | 3–1 | 2−1 |     | 3–0 |
| Salgaocar        | 3–1 | 1−2 | 2−2 |     |

### Grupo E
| Time       | Pts | J | V | E | D | GP | GC | SD  |
| ---------- | --- | - | - | - | - | -- | -- | --- |
| Al-Shorta  | 15  | 6 | 5 | 0 | 1 | 14 | 6  | +8  |
| Al-Zawra'a | 12  | 6 | 4 | 0 | 2 | 12 | 5  | +7  |
| Safa       | 9   | 6 | 3 | 0 | 3 | 6  | 7  | –1  |
| Al-Tilal   | 0   | 6 | 0 | 0 | 6 | 1  | 15 | −14 |

|            | SHO | TIL | ZAW | SAF |
| ---------- | --- | --- | --- | --- |
| Al-Shorta  |     | 3–0 | 3−2 | 3–2 |
| Al-Tilal   | 0−2 |     | 0–2 | 1−2 |
| Al-Zawra'a | 2−1 | 5−0 |     | 1−0 |
| Safa       | 0−2 | 1−0 | 1−0 |     |

### Grupo F
| Time             | Pts | J | V | E | D | GP | GC | SD |
| ---------------- | --- | - | - | - | - | -- | -- | -- |
| Kitchee          | 11  | 6 | 3 | 2 | 1 | 9  | 4  | +5 |
| Terengganu       | 10  | 6 | 3 | 1 | 2 | 10 | 8  | +2 |
| Song Lam Nghe An | 7   | 6 | 2 | 1 | 3 | 6  | 9  | −3 |
| Tampines Rovers  | 5   | 6 | 1 | 2 | 3 | 3  | 7  | −4 |

|                  | KIT | SNA | TAM | TER |
| ---------------- | --- | --- | --- | --- |
| Kitchee          |     | 2−0 | 3−1 | 2–2 |
| Song Lam Nghe An | 1−0 |     | 3–0 | 0−1 |
| Tampines Rovers  | 0−0 | 0−0 |     | 0−1 |
| Terengganu       | 0−2 | 6−2 | 0−2 |     |

### Grupo G
| Time          | Pts | J | V | E | D | GP | GC | SD |
| ------------- | --- | - | - | - | - | -- | -- | -- |
| Chonburi      | 14  | 6 | 4 | 2 | 0 | 10 | 5  | +5 |
| Home United   | 10  | 6 | 3 | 1 | 2 | 9  | 6  | +3 |
| Citizen       | 7   | 6 | 2 | 1 | 3 | 9  | 12 | −3 |
| Yangon United | 2   | 6 | 0 | 2 | 4 | 4  | 9  | −5 |

|               | CHO | CIT | HOM | YAN |
| ------------- | --- | --- | --- | --- |
| Chonburi      |     | 2−0 | 1−0 | 1−0 |
| Citizen       | 3−3 |     | 1−2 | 2−1 |
| Home United   | 1–2 | 3−1 |     | 3−1 |
| Yangon United | 1−1 | 1–2 | 0−0 |     |

### Grupo H
| Time             | Pts | J | V | E | D | GP | GC | SD |
| ---------------- | --- | - | - | - | - | -- | -- | -- |
| Kelantan         | 13  | 6 | 4 | 1 | 1 | 10 | 5  | +5 |
| Arema            | 7   | 6 | 2 | 1 | 3 | 12 | 12 | 0  |
| Navibank Saigon  | 7   | 6 | 2 | 1 | 3 | 10 | 12 | –2 |
| Ayeyawady United | 7   | 6 | 2 | 1 | 3 | 7  | 10 | −3 |

|                  | ARE | AYE | KEL | NVB |
| ---------------- | --- | --- | --- | --- |
| Arema            |     | 1−1 | 1−3 | 6–2 |
| Ayeyawady United | 0−3 |     | 3−1 | 2−0 |
| Kelantan         | 3−0 | 1–0 |     | 0−0 |
| Navibank Saigon  | 3−1 | 4−1 | 1−2 |     |

## Fase final
As oitavas-de-final e a final são realizadas em apenas uma partida e as quartas-de-final e as semifinais são realizadas em partidas de ida e volta.

### Oitavas-de-final
| Equipe 1   | Resultado         | Equipe 2         |
| ---------- | ----------------- | ---------------- |
| Al-Qadsia  | 1–1 (pro) (1–3 p) | Al-Kuwait        |
| Al-Ettifaq | 1–0               | Al-Suwaiq        |
| Arbil      | 4–0               | Neftchi Farg'ona |
| Al-Wehdat  | 2–1 (pro)         | Kazma            |
| Al-Shorta  | 3–0               | Home United      |
| Chonburi   | 1–0               | Al-Zawra'a       |
| Kitchee    | 0–2               | Arema            |
| Kelantan   | 3–2               | Terengganu       |

#### Jogos
| 22 de maio  | Chonburi | 1 – 0     | Al-Zawra'a | Chonburi Municipality Stadium, Chonburi  |
| 19:00 UTC+7 | On-Mo 8' | Relatório |            | Público: 5 695 Árbitro: HKG Liu Kwok Man |

| 22 de maio  | Al-Shorta                                           | 3 – 0     | Home United | Estádio Internacional de Amã, Amã (Jordânia)1 |
| 19:00 UTC+3 | Anzite-Touadere 4' (g.c.) · Al Jafal 76' · Rafe 82' | Relatório |             | Público: 250 Árbitro: KOR Ko Hyung Jin        |

| 22 de maio  | Al-Qadsia   | 1 – 1 (pro) | Al-Kuwait     | Mohammed Al-Hamad Stadium, Hawalli                      |
| 19:15 UTC+3 | Al Suma 13' | Relatório   | Rogerinho 60' | Público: 1 000 Árbitro: BHR Ali Hasan Ebrahim Abdulnabi |

|                                  |       | Penalidades               |  |
| Al Ebrahim Saeed Fadhel Al Mutwa | 1 – 3 | Awad Baba Al Ateeqi Hakim |  |

| 22 de maio  | Al-Ettifaq        | 1 – 0     | Al-Suwaiq | Prince Mohamed bin Fahd Stadium, Dammam     |
| 21:00 UTC+3 | Z. Mohammed 90+3' | Relatório |           | Público: 1 324 Árbitro: LIB Andre El Haddad |

| 23 de maio  | Kitchee | 0 – 2     | Arema         | Tseung Kwan O Sports Ground, Hong Kong      |
| 20:00 UTC+8 |         | Relatorio | Jati 32', 53' | Público: 2 856 Árbitro: KOR Choi Myung-Yong |

| 23 de maio  | Kelantan                         | 3 – 2     | Terengganu                 | Sultan Mohammad IV Stadium, Kota Bharu         |
| 20:45 UTC+8 | Nor Farhan 4', 17' · Fahmi 45+2' | Relatório | Faruqi 56' · Doe 85' (pen) | Público: 18 652 Árbitro: KUW Yousef Al-Marzouq |

| 23 de maio  | Arbil                                                           | 4 – 0     | Neftchi Farg'ona | Franso Hariri Stadium, Arbil             |
| 18:30 UTC+3 | Mubarak 40' · Al Hussain 68' · Radhi 88' · Pulatov 90+1' (g.c.) | Relatório |                  | Público: 16 000 Árbitro: VIE Vo Minh Tri |

| 23 de maio  | Al-Wehdat                         | 2 – 1 (pro) | Kazma               | King Abdullah Stadium, Amman                     |
| 19:00 UTC+3 | Abdel-Halim 95' · Abu Hwaiti 102' | Relatório   | Nasser 120+1' (pen) | Público: 6 210 Árbitro: IRN Saeid Mozaffarizadeh |

Notas
- Nota 1: Devido a crise politíca na Síria, a AFC recomodou que os clubes da Síria jogassem suas partidas em campos neutros.[5]

### Quartas-de-final
| Equipe 1  | Total | Equipe 2   | 1.º jogo | 2.º jogo |
| --------- | ----- | ---------- | -------- | -------- |
| Al-Kuwait | 3–0   | Al-Wehdat  | 0–0      | 3–0      |
| Arema     | 0–4   | Al-Ettifaq | 0–2      | 0–2      |
| Arbil     | 6–2   | Kelantan   | 5–1      | 1–1      |
| Chonburi  | 5–4   | Al-Shorta  | 1–2      | 4–2      |

#### Partidas de ida
| 18 de Setembro | Arema | 0 – 2     | Al-Ettifaq                     | Gajayana Stadium, Malang                |
| 16:30 UTC+7    |       | Relatório | Al-Shehri 68' · Al-Sulim 90+5' | Público: 2 000 Árbitro: VIE Vo Minh Tri |

| 18 de Setembro | Chonburi        | 1 – 2     | Al-Shorta                | Chonburi Municipality Stadium, Chonburi  |
| 19:00 UTC+7    | Thiago Cunha 3' | Relatório | Jaffal 39' · Geílson 44' | Público: 5 818 Árbitro: KOR Kim Sang Woo |

| 18 de Setembro | Arbil                                                         | 5 – 1     | Kelantan         | Franso Hariri Stadium, Arbil                        |
| 18:30 UTC+3    | Halgurd 38' · Radhi 50' (pen.) · Salah 66' · Sadir 72', 90+3' | Relatório | Badri 41' (pen.) | Público: 16 000 Árbitro: KSA Marai Mohammed Alawaji |

| 18 de Setembro | Al-Kuwait | 0 – 0     | Al-Wehdat | Al Kuwait Sports Club Stadium, Kuwait   |
| 19:30 UTC+3    |           | Relatório |           | Público: 2 000 Árbitro: LIB Ali Sabbagh |

#### Partidas de volta
| 25 de Setembro | Kelantan             | 1 – 1     | Arbil      | Sultan Mohammad IV Stadium, Kota Bharu      |
| 20:45 UTC+8    | Ghaddar 90+2' (pen.) | Relatório | Matovu 37' | Público: 5 024 Árbitro: KOR Choi Myung-Yong |

| 25 de Setembro | Al-Wehdat | 0 – 3     | Al-Kuwait                               | King Abdullah Stadium, Amã                    |
| 19:00 UTC+3    |           | Relatório | Jemâa 20' · Hammami 60' · Rogerinho 70' | Público: 12 000 Árbitro: QAT Banjar Al-Dosari |

| 25 de Setembro | Al-Ettifaq                 | 0 – 2     | Arema | Prince Mohamed bin Fahd Stadium, Dammam |
| 20:10 UTC+3    | Mubarak 53' · Al-Salem 66' | Relatório |       | Público: 1 851 Árbitro: JAP Minoru Tōjō |

| 26 de Setembro | Al-Shorta                 | 2 – 4 (pro) | Chonburi                                   | Prince Mohammed Stadium, Zarqa (Jordânia)2            |
| 19:00 UTC+3    | Jaffal 53' · Ghalioum 93' | Relatório   | On-mo 36' · Thiago Cunha 38', 111', 120+1' | Público: 200 Árbitro: IRN Saeid Mozaffari Zadeh Yazdi |

Notas
- Note 2: devido a crise política na Síria a AFC pediu aos clubes para disputar suas partidas como mandantes em lugares neutros.[6]

### Semifinais
| Equipe 1  | Total | Equipe 2   | 1.º jogo | 2.º jogo |
| --------- | ----- | ---------- | -------- | -------- |
| Kuwait SC | 6–1   | Al-Ettifaq | 4–1      | 2–0      |
| Arbil     | 8–2   | Chonburi   | 4–1      | 4–1      |

#### Partidas de ida
| 2 de Outubro | Arbil                                                  | 4 – 1     | Chonburi  | Franso Hariri Stadium, Arbil                 |
| 17:00 UTC+3  | Amjad Radhi 24', 50' · Phuk-hom 66' (g.c.) · Sadir 74' | Relatório | On-mo 47' | Público: 16 000 Árbitro: LIB Andre El Haddad |

| 2 de Outubro | Kuwait SC                                               | 4 – 1     | Al-Ettifaq   | Al Kuwait Sports Club Stadium, Kuwait    |
| 19:30 UTC+3  | Jemâa 7', 11' · Al-Humami 58' (pen.) · Al-Qahtani 90+3' | Relatório | Al-Salem 24' | Público: 3 000 Árbitro: HKG Liu Kwok Man |

#### Partidas de volta
| 23 de Outubro | Chonburi     | 1 – 4     | Arbil                                       | Chonburi Municipality Stadium, Chonburi     |
| 19:00 UTC+7   | Phuk-hom 25' | Relatório | Abdulameer 18' · Radhi 63', 70' · Karim 82' | Público: 8 174 Árbitro: IRN Alireza Faghani |

| 23 de Outubro | Al-Ettifaq | 0 – 2     | Kuwait SC                  | Prince Mohamed bin Fahd Stadium, Dammam     |
| 19:45 UTC+3   |            | Relatório | Rogerinho 57' · Khamis 72' | Público: 5 518 Árbitro: LIB Andre El Haddad |

## Final
A final foi disputada em 3 de novembro de 2012 com mando de um dos finalistas, decidido através de sorteio.
| 3 de novembro | Arbil | 0 – 4     | Kuwait SC                                          | Estádio Franso Hariri, Arbil                    |
| 17:00 UTC+3   |       | Relatório | Hammami 3' (pen), 90' · Rogerinho 42' · Khamis 83' | Público: 22 000 Árbitro: UZB Valentin Kovalenko |

## Premiações
| Copa da AFC de 2012           |
| Kuwait                        |
| ----------------------------- |
| Kuwait SC Campeão (2º título) |